# بوريس بيستوريوس
بوريس بيستوريوس (بالألمانية: Boris Pistorius) (مواليد 14 مارس 1960 في أوسنابروك)؛ محامٍ وسياسي ألماني ينتمي للحزب الديمقراطي الاجتماعي (SPD) يشغل منصب وزير الدفاع في حكومة شولتس منذ 19 يناير 2023.  شغل سابقًا منصب وزير الداخلية والرياضة في حكومة ولاية سكسونيا السفلى منذ عام 19 فبراير 2013. كما كان نائباً في برلمان ولاية ساكسونيا السفلى منذ 14 نوفمبر 2017. من نوفمبر 2006 إلى فبراير 2013 كان شغل منصب عمدة مدينة أوسنابروك.